# Người tốt Tứ Xuyên
Người tốt Tứ Xuyên (tiếng Đức: Der gute Mensch von Sezuan) là một vở kịch của nhà soạn kịch Đức Bertolt Brecht, với sự cộng tác của Margarete Steffin và Ruth Berlau. Vở kịch được bắt đầu viết vào năm 1938 nhưng mãi đến năm 1943 mới được hoàn tất, khi tác giả đang ở Mỹ. Nó được trình diễn lần đầu vào năm 1943 tại Schauspielhaus Zürich ở Thụy Sĩ, với nhạc của Huldreich Georg Früh..
Vở kịch kể về Shen Te, một cô gái điếm ở Tứ Xuyên cố gắng làm điều "tốt" trên đời. Khi cô bị những người xung quanh lợi dụng, cô phải giả trai và tạo ra một thân thế mới để bảo vệ mình: một người anh họ tên là Shui Ta.

## Cốt truyện
Vở kịch mở màng với Wang, một người bán nước rong giải thích với khán giả rằng ông đang ở ngoại thành đang chờ sự xuất hiện đã được báo trước của một số vị thần. Các vị thần xuất hiện và ra lệnh cho Wang tìm chỗ cho họ ngủ qua đêm. Họ đã đến từ nơi xa xôi để tìm một người tốt sống theo đạo lý của các vị thần. Nhưng họ chỉ tìm được sự tham lam, độc ác, dối trá, và ích kỷ. Ở Tứ Xuyên họ cũng không được ai đón tiếp, không ai còn thời gian hay khả năng để quan tâm đến những người khác - chỉ trừ một cô gái điếm tên là Shen Teh. Shen Teh là người có lòng tốt cho nên không thể từ chối bất cứ ai gặp nạn. Mặc dù cô phải phục vụ cho khách, cô đã quyến định giúp đỡ họ.
Shen Teh được các vị thần thưởng vì họ cho rằng cô là một người tốt. Họ đưa cô tiền và cô dùng số tiền đó để mua lại một tiệm thuốc lá. Từ đó, những người nghèo trong làng tìm đến đó để xin tiền, và tiệm thuốc của cô trở nên lộn xộn.
Cô cũng gặp và yêu một phi công thất nghiệp, và cũng như mọi người, anh ta lợi dụng cô để lấy tiền. Shen Tah nảy ra một cách là giả trai làm người anh họ, đuổi đi những kẻ dụng.